# 1322.
◄ | 13. stoljeće | 14. stoljeće | 15. stoljeće | ►
◄ | 1290-ih | 1300-ih | 1310-ih | 1320-ih | 1330-ih | 1340-ih | 1350-ih | ►
◄◄ | ◄ | 1319. | 1320. | 1321. | 1322. | 1323. | 1324. | 1325. | ► | ►►
Arhitektura • Astronomija • Glazba • Knjige • Književnost • Kršćanstvo • Medicina • Pravo • Promet • Slikarstvo • Znanost

## Događaji
- Krajem ljeta ili početkom jeseni zametnula se bitka kod Bliske u kojoj je vojska koalicije hrvatskih knezova i dalmatinskih gradova pod zapovjedništvom slavonskog bana Ivana Babonića i podržana od kralja Karla Roberta, porazila snage hrvatsko-dalmatinskog bana Mladena II. Šubića Bribirskog i njegovih saveznika.

## Smrti
- 20. travnja - bl. Šimun Todijski, talijanski redovnik

## Vanjske poveznice
|  | Zajednički poslužitelj ima još gradiva o temi 1322. |